# محمد الطاهر آيت علجت
محمد الطاهر آيت علجت المقراوي عالم مسلم جزائري.

## الميلاد
الشيخ محمد الطاهر آيت علجت (31 أكتوبر 1916 - 13 يونيو 2023، تمقرة) شيخ وداعية ورئيس اللجنة الوطنية للفتوى ورئيس لجنة الأهلة والمواقيت الشرعية بالجزائر. حفظ القرآن الكريم في مسقط رأسه بزاویة جده الشیخ یحي العیدلي، ودرس في زاوية سيدي يحي العيدلي وزاوية سيدي أحمد بن يحي أومالو مبادیء العلوم العربية، واللغوية، ثم رحل إلى زاوية بلحملاوي في العثمانية قرب قسنطينة، ودرس هناك حتى تضلع خاصة في الفقه وعلوم اللغة والأدب، والرياضيات وحضر بعض الدروس على الشيخ ابن باديس في قسنطينة، ثم عاد إلى ثاموقرة، وتفرغ هناك للتعليم والتدرسي والإفتاء، وأقبل عليه طلاب العلم والمعرفة من كل الجهات ما بين بجاية على البحر، والهضاب العليا في الداخل ومن حوض الصومام إلى جبال البابور، فأحدث ثورة في ميدان التربية والتعليم، وأصبح طلابه وتلاميذه يلتحقون أفواجاً بجامع الزيتونة في تونس للدراسة والتحصيل ويتفوقون، لأن نظام الدراسة الذي يطبقه في معمرة ثاموقرة كان متطوراً يتماشى مع النظام الزيتوني في تونس، ومع نظام معهد عبد الحميد بن باديس، ومعهد الكتانية بقسنطينة، فتخرج الكثير من طلبته، وتصدروا للتربية والتعليم في كل قرى المنطقة، وشاركوا في الجهاد الثقافي مشاركة فعالة ومؤثرة.

## المسار
حفظ الشيخ القرآن الكريم على يد والده، وهو في الحادية عشر من عمره، ثمّ أوكله إلى ثلاثة من شيوخ ثامقرة، أوّلهم الشّيخ الصّالح أوقاسي (المتخصّص في القراءات العشر) تلقّى شيئًا منه إلى جانب مبادئ العلوم الشّرعية والنّحوية، وثانيهم الشّيخ محند وعلي والطيب، أمّا ثالثهم فهو الشّيخ الطيّب اليتورغي. بعد ذلك ومثلما يؤكّد تلميذه محمّد الصّغير بن لعلام، ألحقه والده بزاوية سيدي أحمد أويحيى بأمالو، وهي لا تبعد عن ثامقرة، وعمره 12 سنة، فدرس على شيخين جليلين من كبار علماء المنطقة، بل من كبار علماء الجزائر، مدّة 4 سنوات، أوّلهم الشّيخ لحلو الخياري (كان حجّة في الفقه المالكي وفي القراءات)، والثاني هو العلاّمة الشّيخ السّعيد اليجري (أحد مؤسسي جمعية العلماء المسلمين الجزائريين) مختلف فنون العلم كالفقه واللغّة والصرف والبلاغة والفلك والحساب، ثمّ شدّ الرِّحال إلى زاوية سيدي الشّيخ بلحملاوي بوادي العثمانية قرب قسنطينة، حيث أتمّ هناك دراسته الشّرعية من فقه ولغة، كما تعدّاها إلى غيرها من العلوم كالحساب والفلك، بالإضافة إلى العلوم الإنسانية كالتاريخ والجغرافية وغيرها، على يد خمسة شيوخ كلّهم زيتونيون، ثلاثة منهم تونسيون هم: الشّيخ مصباح الحويدق والشّيخ محمد والشّيخ محمود قريبع، وجزائريان: الشّيخ السّعيد اليعلاوي والشّيخ أحمد البسكري.

## مسيرة التعليم
عاد إلى قريته ثامقرة وهو في العشرين من عمره، عالمًا متكاملاً أُهِّلَ لأن يتبوّأ مقعد الأستاذية ويعتلي كرسي المشيخة للتّدريس، وأوّل ما قام به هو العمل على إحياء زاوية جدّه الّتي هدّمها الاستدمار، وكان له ما أراد بالتّعاون مع سكان ثامقرة، ووقع ذلك –يضيف الأستاذ بن لعلام- في 1937م، فاستأنف هذا المعهد العتيق الّذي أسّسه العالم الربّاني الوليّ الصّالح سيدي يحيى العيدلي في القرن التاسع الهجري، نشاطه في تحفيظ القرآن الكريم وتدريس العلوم الشّرعية واللّغوية والقراءات والحساب.. ففاضت شهرته العلمية وحسنت سمعته، فأقبل عليه الطلبة زرافات ووحدانًا، ليس من أهل المنطقة فحسب، بل من المناطق المجاورة مثل المسيلة والبرج وسطيف وتيزي وزو وضواحيها. وأنشأ الشّيخ الطّاهر نظامًا خاصًا بزاويته شبيهًا بنظم المعاهد الإسلامية الكبرى، وكان تلامذته يلتحقون بالزيتونة بزاد من العلم والأدب يشرف زاويتهم والقائم عليها.

### زاويته ملاذ للمجاهدين
بعد السّمعة الطيّبة الّتي تركها الشّيخ في نفسية الطلبة، تحوّلت زاوية جدّه سيدي يحيى العيدلي إلى ملاذ وملجأ لكثير ممّن تبحث عنهم السّلطات الاستعمارية، حيث كانوا يتوافدون على الزاوية الّتي أضحت مؤسسة دينية واجتماعية وخيرية مفتوحة لكلّ للطّلبة والزوار.

## المشاركة في الثورة
شارك في الثورة الجزائرية، هو وسائر طلبة زاوية سيدي يحي العيدلي الذين التحقوا كلّهم بركب المجاهدين بعد أن فجّر الاحتلال الفرنسي زاويتهم في أغسطس 1956 م. سافر إلى تونس في أواخر سنة 1957 م بإشارة من العقيد عميروش الذي كان الشيخ يتولى منصب القضاء في كتيبة جيشه، كما كان يتولى فصل الخصومات. ثم انتقل إلى طرابلس الغرب بليبيا حيث عيّن عضوا في مكتب جبهة التحرير هناك.

## نفي الشّيخ
في هذه الأثناء، كانت فرنسا تراقبه من خلال عيونها وأعوانها وأذنابها، فقرّرت نفي الشّيخ الطّاهر من ثامقرة سنة 1948، بينما حاول طلبته ومريدوه إبطال هذا القرار، فكوّنوا –بحسب الأستاذ بن لعلام الّذي كان واحدًا منهم- وفدًا للاتصال بقائد الدوار، لكن القائد تبرّأ من المسؤولية وأجابهم “ليس في يدي شيء.. اذهبوا إلى بن علي الشيف (الحاكم بأمره في المنطقة)”، وذهبوا إليه في قصره في لعزيب، فلم ينزل من برجه العاجي حتّى لاستقبال ممثّل عنهم.
لكن الشّيخ استقبل قرار نفيه بابتسامته المعهودة، وبصبر جميل ونفس مطمئنة، فلحق بمنفاه في زاوية سيّدي سعيد بضواحي صدوق، ومكث فيها سنة واحدة معزّزًا مكرّمًا، إذ اعتبر طلاّب هذه الزّاوية وسكان القرية نزول الشّيخ الطّاهر في ضيافتهم بركة من الله عليهم.

## تدمير المستعمر الفرنسي للزّاوية
بعدما رجع الشّيخ الطّاهر آيت علجت إلى مسقط رأسه سنة 1937، تولّى التّدريس والتّعليم بزاوية سيّدي أحمد بن يحيى بأمالو، وكان يقدّم فيها دروس تعليم القرآن واللّغة العربية والشّرعية، إلى غاية سنة 1956م حين أحرق الجيش الفرنسي الزّاوية.

## التحاقه وطلبته بثورة التّحرير
شارك الشّيخ آيت علجت في الثورة الجزائرية هو وسائر طلبة الزّاوية الّذين التحقوا كلّهم بركب المجاهدين بعد تفجير الاحتلال الفرنسي لزاويتهم (الّتي تأسّست في القرن التاسع الهجري) في 1956، لأنّها كانت تدعو للثّورة ضدّها منذ الاحتلال الأوّل للجزائر. وقد وصف الشّيخ تلك الحقبة بالذهبية لأنّها كانت تمتاز بالأخوة والتّعاون والتّضحيات.

## القاضي الشّرعي لجيش التحرير
كانت بداية الشّيخ آيت علجت خلال انضمامه لصفوف جيش التّحرير كقاضٍ شرعي، حيث كان ينتقل مع مجموعة من الجنود بين الكتائب في القرى والمداشر للنّظر في مختلف القضايا الّتي كانت تطرح على المواطنين وعلى الثّورة المباركة، فيحكم بما وفّقه الله في ذلك.

## انتقاله إلى تونس ثمّ ليبيا
سافر إلى تونس في أواخر 1957 بإشارة من الشّهيد العقيد عميروش الّذي كان الشيخ يتولّى منصب القضاء في كتيبة جيشه، كما كان يتولّى فصل الخصومات، حيث كلّفه العقيد عميروش بالسّفر إلى تونس والإشراف على النشاط التعليمي للطلاب الجزائريين هناك، ثمّ انتقل إلى طرابلس الغرب بليبيا حيث عُيّن عضوًا في مكتب جبهة التحرير هناك، فبذل الشّيخ قصارى جهده إلى أن استقلّت الجزائر.

## شهداء الزّاوية
شارك طلاب الزاوية بأمر من شيّخهم العلاّمة الطّاهر آيت علجت في الثورة التحريرية الكبرى، ثورة أوّل نوفمبر 1954، وانتقل منها إلى الرّفيق الأعلى ما يربو على 100 شهيد، وعلى رأسهم 4 ضباط من جيش التحرير الوطني وهم: سي عبد الرّحمن بن الموفق، وسي جمعة أويخلف (كان أوّل مساعد للشّيخ في التّدريس)، وسي سليمان أنتوال، وكذلك إسماعيل أنتوال وغيرهم.
بعد الاستقلال وفي سنة 1963 عاد إلى الجزائر، وعيّن أستاذا بثانوية عقبة بن نافع بالجزائر العاصمة، ثم بثانوية عمارة رشيد في بن عكنون، إلى أن أحيل على التقاعد سنة 1978.

## التعليم بعد الاستقلال
بعد الاستقلال وفي سنة 1963 م عاد إلى الجزائر، وعيّن أستاذًا بثانوية عُقبة بن نافع بالجزائر العاصمة وثانوية عمارة رشيد بابن عكنون، إلى أن أحيل على التقاعد سنة 1978 م.
ثم عاد إلى نشاطه المسجدي بطلب من وزارة الشؤون الدينية؛ ليلقيَ دروسَ الوعظ والإرشاد وخطابة الجمعة بمسجد الغزالي بحي حيدرة وغيره من المساجد. ويُعَد الشيخ من الأعضاء البارزين ومن المؤسسين لرابطة الدعوة الإسلامية بالجزائر.

## مؤلفاته
له مؤلفات كثيرة منها:
- تسجيل صوتي لشرحه لرسالة ابن أبي زيد القيرواني.
- تقريظ لكتاب ملتقى الأدلة الأصلية والفرعية الموضحة للسالك فتح الرحيم المالك تأليف الشيخ محمد باي بلعالم إمام ومدرس بأولف، ولاية أدرار.
- مختارات سلسلة شرح الموطأ.
- شرح ترتيب الفروق.
- شرح متن الرحبية.
- شرح كتاب الرسالة لابن أبي زيد القيرواني رحمه الله
- شرح متن الرسالة إلى باب الضحايا

## تلاميذه
تخرَّج على يديه جملة من الطلبة، وبقي عطاؤه مستمرًّا إلى آخر عمره؛ يعقد دروسًا في الفقه والنحو وفنِّ القراءات وغيرها من العلوم الشرعية بمسجد بوزَرِّيعة الجديد (مسجد الإمام مالك بن أنس) في مكان إقامته.
ومن أبرز تلاميذه:
- الوزير السابق مولود قاسم نايت بلقاسم
- الأستاذ الدكتور محمد الشريف قاهر
- الشيخ أبو عبد السلام.

## وفاته
توفي عن عمر ناهز 106 سنة مساء يوم الثلاثاء 13 يونيو 2023 في مستشفى مصطفى باشا بالعاصمة الجزائرية بعد تدهور حالته الصحية، ودفن في مقبرة عيسات إيدير ببني سوس.